# Campionato europeo dei piccoli stati maschile di pallavolo 2015
Il campionato europeo dei piccoli stati maschile di pallavolo 2015 si è svolto dal 19 al 21 giugno 2015 a Lussemburgo, in Lussemburgo: al torneo hanno partecipato quattro squadre nazionali europee di stati con meno di un milione di abitanti e la vittoria finale è andata per la prima volta al Lussemburgo.

## Qualificazioni
Al torneo hanno partecipato: la nazionale del paese ospitante e tre nazionali provenienti dai gironi di qualificazione.

## Impianti
|                                                                     |  |  |
|                                                                     |  |  |
| Gymnase Coque Città: Lussemburgo Capienza: 3 800 Anno d'apertura: - |  |  |

## Regolamento

### Formula
Le squadre hanno disputato un'unica fase con formula del girone all'italiana.

### Criteri di classifica
Se il risultato finale è stato di 3-0 o 3-1 sono stati assegnati 3 punti alla squadra vincente e 0 a quella sconfitta, se il risultato finale è stato di 3-2 sono stati assegnati 2 punti alla squadra vincente e 1 a quella sconfitta.
L'ordine del posizionamento in classifica è stato definito in base a:
- Numero di partite vinte;
- Punti;
- Ratio dei set vinti/persi;
- Ratio dei punti realizzati/subiti;
- Risultati degli scontri diretti.

## Squadre partecipanti
| Squadra     | Qualificazione                            | Ultima partecipazione |
| ----------- | ----------------------------------------- | --------------------- |
| Cipro       | 1ª al torneo di qualificazione (girone A) | Cipro 2013            |
| Fær Øer     | 2ª al torneo di qualificazione (girone A) | Cipro 2007            |
| Lussemburgo | Paese organizzatore                       | Cipro 2013            |
| Scozia      | 2ª al torneo di qualificazione (girone B) | Cipro 2013            |

## Torneo

### Risultati
| 19 giugno 2015 Gymnase Coque, Lussemburgo Durata: 1h:19 - Spettatori: 80  | Cipro       | 3 - 0 | Scozia      | 25-21, 25-21, 25-20               |
| 19 giugno 2015 Gymnase Coque, Lussemburgo Durata: 1h:33 - Spettatori: 240 | Lussemburgo | 3 - 1 | Fær Øer     | 25-14, 25-16, 18-25, 25-11        |
| 20 giugno 2015 Gymnase Coque, Lussemburgo Durata: 1h:14 - Spettatori: 62  | Scozia      | 3 - 0 | Fær Øer     | 25-22, 25-19, 25-17               |
| 20 giugno 2015 Gymnase Coque, Lussemburgo Durata: 2h:14 - Spettatori: 460 | Cipro       | 2 - 3 | Lussemburgo | 23-25, 25-23, 24-26, 25-14, 11-15 |
| 21 giugno 2015 Gymnase Coque, Lussemburgo Durata: 0h:59 - Spettatori: 38  | Fær Øer     | 0 - 3 | Cipro       | 12-25, 18-25, 11-25               |
| 21 giugno 2015 Gymnase Coque, Lussemburgo Durata: 1h:18 - Spettatori: 370 | Scozia      | 0 - 3 | Lussemburgo | 22-25, 16-25, 14-25               |

### Classifica
| Pos | Squadra     | Pt | G | V | P | SV | SP | Ratio | PF  | PS  | Ratio |
| --- | ----------- | -- | - | - | - | -- | -- | ----- | --- | --- | ----- |
| 1   | Lussemburgo | 8  | 3 | 3 | 0 | 9  | 3  | 3.000 | 271 | 226 | 1.199 |
| 2   | Cipro       | 7  | 3 | 2 | 1 | 8  | 3  | 2.666 | 258 | 206 | 1.252 |
| 3   | Scozia      | 3  | 3 | 1 | 2 | 3  | 6  | 0.500 | 189 | 208 | 0.908 |
| 4   | Fær Øer     | 0  | 3 | 0 | 3 | 1  | 9  | 0.111 | 165 | 243 | 0.679 |

## Podio

### Campione
Formazione: 1 Dominik Husi, 2 Olivier de Castro, 4 Kamil Rychlicki, 5 Arnaud Maroldt, 6 Gilles Braas, 7 Jan Lux, 8 Ralf Lentz, 9 Steve Weber, 11 Tim Laevaert, 14 Chris Zuidberg, 15 Frantizek Vosahlo, 17 Max Funk, CT: Burkhard Disch

### Secondo posto
Formazione: 6 Konstantinos Pafitis, 7 Gabriel Georgiou, 8 Panagiotis Chrysostomou, 9 Vladimir Knežević, 10 Ioannis Kontos, 11 Konstantinos Ttofias, 13 Anthimos Economides, 15 Marinos Papachristodoulou, 16 Christodoulos Antoniades, 17 Avgoustinos Panagiotidis, 18 Dimitris Apostolou, CT: Dimitre Letchev

### Terzo posto
Formazione: 1 Alistair Galloway, 2 Marc McLaughlin, 3 Stuart Mackenzie, 4 Christopher Lamond, 5 Ryan MacLeod, 6 Scott Wilson, 7 Mark McGivern, 8 Niall Collin, 9 Seain Cook, 10 Sean Hendry, 11 Connor Boyle, 12 Graeme Spowart, CT: Thomas Dowens

## Classifica finale
| Pos | Squadra     |
| --- | ----------- |
|     | Lussemburgo |
|     | Cipro       |
|     | Scozia      |
| 4   | Fær Øer     |